# حطابات
حطابات قرية سوريّة تتبع إداريّاً لمحافظة حلب منطقة منبج ناحية مركز منبج، بلغ تعداد سكانها 290 نسمة حسب التعداد السكاني لعام 2004.